# Konstandinos Dzolakis
Konstandinos Dzolakis (gr. Κωνσταντίνος Τζολάκης; ur. 8 listopada 2002 w Chanii) – grecki piłkarz, występujący na pozycji bramkarza w greckim klubie Olympiakos SFP oraz w reprezentacji Grecji. Zdobywca Ligi Konferencji UEFA w sezonie 2023/2024.

## Sukcesy

### Olympiakos SFP
- Liga Konferencji Europy UEFA: 2023/2024
- Mistrzostwo Grecji: 2019/2020, 2020/2021, 2021/2022
- Puchar Grecji: 2019/2020